# Joost Posthuma
Joost Posthuma (ur. 8 marca 1981 w Hengelo) – holenderski kolarz grupy RadioShack-Nissan-Trek.

## Zwycięstwa
- 2007 – Dookoła Saksonii
- 2008 – Driedaagse van De Panne-Koksijde, Tour de Luxembourg
- 2009 – Vuelta a Andalucia